# 존 펜
존 버넷 펜(영어: John Bennett Fenn, 1917년 6월 15일 ~ 2010년 12월 10일)은 미국의 분석화학자이다. 2002년에 생체 고분자의 질량 분석법을 위한 온화하는 이탈 이온화법을 개발한 공로로 다나카 고이치, 쿠르트 뷔트리히와 함께 노벨 화학상을 수상했다.

## 수상 경력
- 2002년: 노벨 화학상